# TT228
La tombe thébaine TT 228 est située à Cheikh Abd el-Gournah, dans la nécropole thébaine, sur la rive ouest du Nil, face à Louxor en Égypte.
C'est la sépulture d'Amenmosé (Jmn-msj(w)), scribe du trésor d'Amon. Elle date du règne de Thoutmôsis III (XVIIIe dynastie).